# Mikołaj Wiśniewski (literaturoznawca)
Mikołaj Wiśniewski (ur. 1975) – polski literaturoznawca, tłumacz i eseista.

## Życiorys
Mikołaj Wiśniewski jest magistrem filologii angielskiej (2001) na Uniwersytecie Warszawskim oraz magistrem filozofii (2002) na tej samej uczelni. Na uniwersytecie Warszawskim uzyskał również w 2007 stopień doktora nauk humanistycznych na podstawie pracy Ironic Orpheus: Deconstructing Kantian Aesthetics in Walt Whitman, Robert Frost and William Carlos Williams oraz w 2018 stopień doktora habilitowanego na podstawie pracy Nowy Jork i okolice. O twórczości Jamesa Schuylera. Jest wykładowca literatury amerykańskiej i angielskiej na Uniwersytecie SWPS. Współpracownik Literatury na Świecie. Nominowany do Nagrody Literackiej Gdynia 2019 w kategorii esej za monografię Nowy Jork i okolice. O twórczości Jamesa Schuylera. Stypendysta Programu Fulbrighta. 